# Вирубування кутка
Вирубування кутка (рос.вырубка кутка, англ. cutting of a buttock, нім. Aushiebung f der schwerzugänglichen Stelle f) – при підземній розробці корисних копалин - операції по відбійці та виїмці вугілля у кінцевій ділянці очисного вибою. Здійснюються в кожному циклі виїмки для збереження постійної довжини лави. 
Виконавчий орган виймальної машини не доходить до кінця лави на корпус машини. Внаслідок цього тут залишається невелика ділянка невийнятого пласта, ширина якої дорівнює ширині захвату виконавчого органу виймальної машини, а довжина становить декілька метрів. 
Виїмку вугілля на цій ділянці виконують за допомогою буровибухових робіт. 
Іноді В.к. здійснюють віялоподібними рухами виймальної машини або спеціальними виймальними засобами для вирубування верхньої та нижньої ніш (до 10 м кожна). 

## Вирубування (нарізка) кутка уступу
ВИРУБУВАННЯ (НАРІЗКА) КУТКА УСТУПУ, (рос.вырубка (нарезка) кутка уступа, англ. cutting of a bench end, нім. Aushiebung f der schwerzugänglichen Strossenstelle f) – на крутих пластах – виймання вугілля на ширину уступу в верхній частині лави, що виконується здебільшого за допомогою відбійних молотків.